# Binta Senghor
Binta Senghor (ur. 4 sierpnia 1992) – senegalska zapaśniczka walcząca w stylu wolnym. Siódma na igrzyskach afrykańskich w 2015. Brązowa medalistka mistrzostw Afryki w latach 2014 – 2015.